# لويس تي رايت
لويس تومبكينز رايت (بالإنجليزية: Louis T. Wright)‏، دكتوراه في الطب، وزميل كلية الجراحين الأمريكية (23 يوليو 1891 – 8 أكتوبر 1952) كان جراحًا أمريكيًا وناشطًا في مجال الحقوق المدنية. في منصبه في مستشفى هارلم، كان أول أمريكي من أصل أفريقي في الطاقم الجراحي لمستشفى لا يطبق العزل العنصري في مدينة نيويورك. كان مؤثرًا بسبب أبحاثه الطبية وجهوده في الضغط من أجل المساواة العرقية في الطب والمشاركة مع الجمعية الوطنية للنهوض بالملونين (إن إيه إيه سي بّي)، التي شغل فيها منصب الرئيس لعقدين من الزمن تقريبًا.

## مسيرته المهنية الطبية
بعد فترة وجيزة من تخرجه في كلية الطب والعودة إلى جورجيا، انضم رايت إلى الفيلق الطبي في الجيش، إذ عمل ملازمًا أولًا خلال الحرب العالمية الأولى، المتمركز في فرنسا. بينما كان هناك، قدم لقاحًا داخل الأدمة لمرض الجدري وحصل على وسام القلب الأرجواني بعد هجوم بالغاز.
عند عودته إلى الولايات المتحدة في عام 1919، انتقل إلى نيويورك وسط توترات عنصرية في جورجيا للتجهيز لعمله الخاص في هارلم وأقام علاقات مع مستشفى هارلم، حيث كان أول أمريكي من أصل أفريقي في الطاقم الجراحي. كانت إنجازات الدكتور رايت في مستشفى هارلم ذات أهمية كبيرة. وتناول قضايا المؤسسة حول الاحترافية ونوعية المعايير، وأجرى التغييرات المناسبة. لفتت إضافات رايت انتباه الأمة، ونُفذت مراجعاته في النهاية في العديد من المستشفيات في كل أنحاء البلاد. في عام 1929، عُين أيضًا ليكون أول طبيب جراح أمريكي من أصل أفريقي لشرطة نيويورك. في السنوات الثلاثين التي أمضاها في المستشفى، بدأ بنشرة مستشفى هارلم، وترأس الفريق الذي استخدم الكلورتيتراسيكلين لأول مرة على البشر، وأسس مركز أبحاث السرطان في المستشفى، واكتسب سمعة بصفته خبيرًا في إصابات الرأس. كان زميل كلية الجراحين الأمريكية والجمعية الطبية الأمريكية.

## الوفاة والإرث
عانى رايت مشاكل صحية مزمنة بعد خدمته في الحرب ونُقل إلى المستشفى بسبب مرض السل منذ عام 1939 وحتى عام 1942. مع أنه عاد إلى الطب بعد ذلك وعُين رئيسًا لقسم الجراحة في عام 1943، فلم يتعافَ تمامًا وتوفي في عام 1952 عن عمر ناهز 61 عامًا.
نشر رايت طوال مسيرته المهنية أبحاثًا واسعة النطاق، وقد أثبتت أبحاثه تأثيرها في عدد من المجالات تتضمن العلاج بالمضادات الحيوية، وأبحاث السرطان، والعلاج الكيميائي، وعلاج إصابات الرأس، وعلاج كسور العظام.

أُعيدت تسمية مكتبة مستشفى هارلم تكريمًا له قبل وفاته مباشرة.
«ما يحتاج إليه الطبيب الزنجي (النيغرو) هو تكافؤ الفرص في التدريب والممارسة – لا أكثر ولا أقل».

– لويس تي. رايت

## التصوير الروائي
رايت هو مصدر الإلهام لشخصية ألجرنون إدواردز، التي يلعبها الممثل أندريه هولاند، في مسلسل الدراما التلفزيوني لقناة سينماكس الموهبة. تخرج إدواردز، مثل رايت، وكان الأول على فصله في كلية الطب بجامعة هارفارد ويعمل بصفته أول جراح أمريكي من أصل أفريقي في مستشفى نيكربوكر الخيالي في مانهاتن. في حين أن مستشفى هارلم تألف من طاقم كامل من الجراحين البيض الذي خدم المرضى الأمريكيين من أصل أفريقي في المقام الأول، فإن المستشفى في الموهبة هو طاقم كامل من الجراحين البيض يخدم المرضى البيض فبصورة رئيسية. بينما لم يكن إدواردز النشط قبل رايت بعقدين من الزمن منخرطًا في نشاط الحقوق المدنية على نطاق واسع، فإن الظلمَ العنصري الذي يجب أن يتعامل معه هو والآخرون موضوعٌ رئيسي في المسلسل.